# 시베리아 횡단열차: 대탈주
《시베리아 횡단열차: 대탈주》(러시아어: Край)는 2010년 공개된 러시아의 영화이다.

## 출연

### 주연
- 블라디미르 마쉬코프
- 율리아 페레실드
- 안조카 스트레첼

### 조연
- 블라다스 바그도나스
- 알렉산드르 바쉬로브
- 아르멘 지가르하냔
- 세르게이 가르마시
- 알렉세이 고르부노브
- 비아체슬라프 크라쿠노프
- 알렉세이 폴루얀
- 예브게니 트카추크
- 유리 스테파노브

## 기타
- 시각효과: 일리아 린드버그
- Ass-PD: 키라 사크사간스카야